# 루시아노 파비안 몬손
루시아노 파비안 몬손(스페인어: Luciano Fabián Monzón, 1987년 4월 13일 ~)는 수비수로 뛰는 아르헨티나의 축구 선수이다.

## 수상 경력

### 국가 대표팀
아르헨티나 U-23
- 하계 올림픽 금메달: 1

2008